# 山岡真介
山岡真介（やまおか しんすけ、1975年9月24日 - ）は、福岡県出身の脚本家。福岡大学法学部法律学科卒業。職を転々とした後27歳のときに脚本を書きはじめ、九州劇場シナリオコンクール入選、日本テレビシナリオ登竜門2005優秀賞などを経てデビュー。

## 作品

### テレビドラマ
- きたな（い）ヒーロー（2006年、日本テレビ）
- 24時間テレビSPドラマ ユウキ（2006年、日本テレビ）
- セクシーボイスアンドロボ 4、7話（2007年、日本テレビ）
- ホタルノヒカリ 6話（2007年、日本テレビ）
- 恋のから騒ぎドラマスペシャルⅣ ナマイキな女（2007年、日本テレビ）
- 貧乏男子 ボンビーメン 1、5、9話（2008年、日本テレビ）
- 24時間テレビSPドラマ みゅうの足パパにあげる（2008年、日本テレビ）
- 恋のから騒ぎドラマスペシャルⅤ 電報を打つ女（2008年、日本テレビ）
- OLにっぽん（2008年、日本テレビ） - 脚本協力
- 夢をかなえるゾウ 4、5、8、9、11、12、13話（2008年、読売テレビ）
- 名探偵の掟 3、5、7話（2009年、テレビ朝日）
- MW-ムウ- 第0章 〜悪魔のゲーム〜（2009年、日本テレビ） - 脚本協力
- 赤鼻のセンセイ 5話（脚本協力）7話（脚本）10話（共同脚本）（2009年、日本テレビ）
- 傍聴マニア09〜裁判長!ここは懲役4年でどうすか〜 4、5、7話（2009年、読売テレビ）
- 第9回文芸社ドラマスペシャル 「ペーパー離婚〜娘の結婚VS親の離婚〜」（2010年、テレビ朝日）
- 警部補 矢部謙三 4話（2010年、テレビ朝日）
- 霊能力者 小田霧響子の嘘 6話（2010年、テレビ朝日）
- 土曜ワイド劇場 （テレビ朝日）
  - 拘置所の女医（2011年）
  - 大崎郁三の事件散歩（2012年） - 主演を演じた地井武男の遺作となった。
  - 司法教官・穂高美子4（2015年）
- マジすか学園2 5話、6話（2011年、テレビ東京）
- 専業主婦探偵〜私はシャドウ 2話（共同脚本）、3話（2011年、TBSテレビ）
- 妄想捜査〜桑潟幸一准教授のスタイリッシュな生活 2話、7話（2012年、テレビ朝日）
- てふてふ荘へようこそ（2012年、NHK BSプレミアム）
- お助け屋☆陣八 1、2、4、8、9、12話（2013年、読売テレビ・日本テレビ系）
- シェアハウスの恋人（2013年、日本テレビ） - 共同脚本
- 東京トイボックス 5、6、10話（2013年、テレビ東京）
  - 大東京トイボックス 1、2、3、5、6、11、12話（2014年、テレビ東京）
- ドS刑事 5話（2015年、日本テレビ） - 共同脚本
- ハケンの品格 第2シリーズ 最終話（2020年、日本テレビ） - 共同脚本
- 闇金ウシジマくん外伝 闇金サイハラさん（2022年、毎日放送）
- 万博の太陽（2024年、テレビ朝日） - 脚本協力
- あんぱん（2025年、NHK） - 脚本協力

### 長編映画
- 僕たちは世界を変えることができない。（2011年、深作健太監督）
- ワーキング・ホリデー（2012年、岡本浩一監督）

### 短編映画
- びっくり喫茶（2006年）

### ネットスピンオフドラマ
- メンズホタルノヒカリ（2007年）

### 舞台
- 愛と青春の宝塚（2008年）脚本協力

## 受賞歴
- 第22回　NHK九州劇場シナリオコンクール　入選
- 日テレ　シナリオ登竜門　2005　優秀賞
- 第5回　伊参スタジオ映画祭シナリオ大賞　短編の部　大賞